# Kruhy v obilí

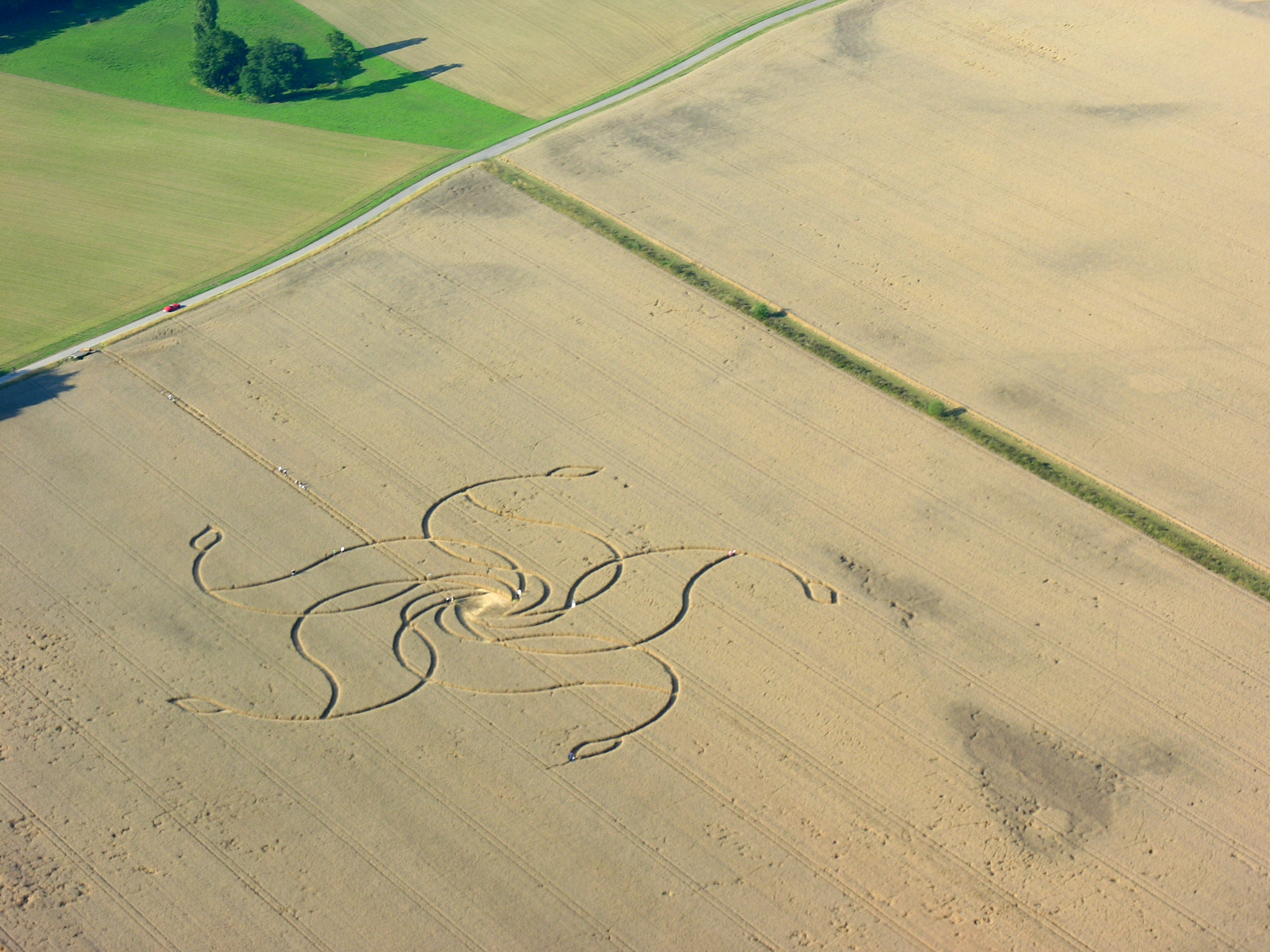
Kruh obilí u Diessenhofenu (Švýcarsko), rok 2008.

Kruhy v obilí nebo také agrosymboly jsou geometrické útvary tvořené nejčastěji polehnutými zemědělskými plodinami, kdy vegetace obvykle nenese známky jiného výraznějšího poškození jako sečení apod. Jejich název pochází z prvních nálezů těchto útvarů, které měly pouze jednoduchý kruhový charakter. Výskyt takovýchto geometrických obrazců či jiných uměleckých děl se neomezuje pouze na pole, nachází se i ve sněhu, ledu, písku atd. (například obrazce na planině Nazca nebo britský Obr z Cerne Abbas).
Studium kruhů v obilí bývá nazýváno cereologie. Původ některých kruhů v obilí se podařilo najít v záměrné lidské činnosti, ne všechny objevené útvary jsou ale vysvětlené, což dává prostor různým nepodloženým spekulacím o jejich vzniku.

## Historie a výskyt

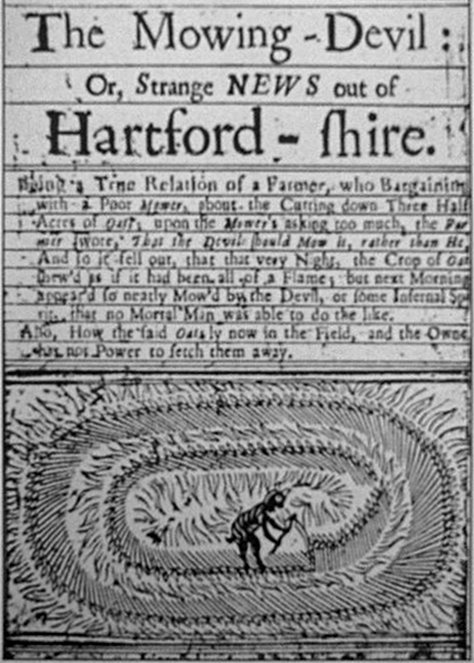
„The Mowing Devil“ je dřevorytina publikovaná roku 1678 v Anglii. Bývá k ní odkazováno jako k jednomu z prvních vyobrazení kruhu v obilí.

První záznamy o kruzích v obilí se objevují už v 17. století. Britský vědec Robert Plot se v díle The Natural History of Staffordshire z roku 1677 zmiňuje o existenci čtvercových a hexagonálních útvarů v polích, jejichž vznik se pokouší vysvětlit „padavým“ prouděním větru z oblohy na úrodu. Jeden ze známých nálezů kruhů v obilí se pak objevil v Hertfordshiru v Anglii roku 1678, kdy se v jednom z polí objevil kruh k zemi polehlých stébel ovsa. Tento úkaz byl považován za dílo ďábla.
Od začátku 20. století se začala objevovat četná svědectví o kruzích v obilí hlavně v oblasti jižní Anglie. Právě zde v oblastech Wiltshire a Hampshire počet nálezů kruhů v obilí dramaticky vzrostl na konci 70. let 20. století. Od té doby se svědectví o kruzích v obilí začaly objevovat po celém světě včetně Číny, Ruska, Nového Zélandu, Japonska, Francie, Španělska, Německa, USA a dalších zemí. V USA byl první zaznamenaný případ roku 1964 ve státě Oregon v Hubbardu, od té doby se objevilo nespočet dalších kruhů v obilí na území USA i Kanady. První kruh v obilí v Nizozemí, kde byly kruhy v obilí intenzivně zkoumány, byl zaznamenán roku 1979.
Přelom nastal v 90. letech 20. století, kdy začaly v té době již velmi četné britské kruhy v obilí nabývat komplikovanějších geometrických tvarů. Z původně kruhových útvarů sestávajících z jednoho či více kruhů náhodně rozmístěných nebo seskládaných v určitém vzoru se začaly stávat prstence nebo obdélníkové útvary, které se v průběhu let dále zesložiťovaly až do forem nápaditých fraktálů. Díky své estetické stránce se jim podařilo proniknout do mediálního prostoru. Vznikly četné reportáže, filmy, knihy, dokonce i tematická hudba a suvenýry s motivy kruhů v obilí jako např. pohlednice a trička.
Odhaduje se, že každé léto se jen v jižní Anglii objeví nejméně několik desítek těchto útvarů. V roce 1991 bylo na celém území Spojeného království zaznamenáno již více než několik stovek těchto formací. Jejich průměrná velikost dosahuje asi 60 metrů. Většina kruhů se objeví přes noc v rozsahu šesti až sedmi hodin i méně, nejčastěji vznikají během letních měsíců. Kruhy v obilí se po roce 2000 také pravidelně objevují v ČR.

## Původ formací
Vznik kruhů v obilí bývá přisuzován více faktorům. U všech kruhů v obilí však jejich původ spolehlivě vysvětlený není. Jednoduché polehnutí obilí mohou vytvářet atmosférické jevy nebo divoká zvířata. Potvrzenými původci jsou lidé, ať už recesisté či umělci. Vědecké výzkumy spekulovaly také o vlivu elektromagnetických atmosférických jevů. Pro složitější útvary v obilných polích se však zatím nenašlo jiné podložené vysvětlení než lidská činnost.
Detaily skutečných i spekulovaných původců jsou šířeji rozvedeny v následujících výčtu:
- lidská činnost – Mnoho kruhů v obilí bylo prokazatelně záměrně vytvořeno lidmi a z kruhů v obilí se časem stala určitá forma uměleckého vyjádření. V roce 2009 se ale objevil první známý útvar, který vznikal dokonce celé tři noci.[4] Některé útvary zase obsahují i textová vyjádření.[10] Většina útvarů má však stále geometrickou podobu, vznikají v nočních hodinách, autoři zůstávají v anonymitě a nezanechávají na místě stopy.[4]
- činnost větru – Po zmínce Roberta Plota z roku 1677 se první vědecký komentář k tomuto tématu objevil až roku 1880 ve vědeckém časopise Nature, jehož autor John Capron spekuloval právě o vzniku těchto formací vlivem větru. V 80. letech 20. století se teorii pokusil rozšířit kanadský meteorolog Terence Meaden[4], který později sám doznal, že moderní obilné kruhy, o kterých spekuloval, byly s velkou pravděpodobností dílem prvních nadšenců tohoto umění. Větrné smršti mohou polehnutí úrody způsobovat, ale není potvrzeno, že by důsledkem mohly být i komplikovanější obrazce.
- elektromagnetické jevy – Od 90. let minulého století se začalo spekulovat o původu obilných kruhů v elektromagnetických atmosférických jevech. Odkazovalo se přitom i na rozdílnost podloží (převážně křídové v místě nejčastějšího vzniku v jižní Anglii) a jeho odlišnou velikost náboje.[11] Tato teorie souvisí také s četným pozorováním i videozáznamy zhruba kulovitých světelných útvarů náhodně putujících krajinou v místech vzniku některých obilných kruhů (označované jako BOL – balls of light, tzn. koule světla).[2] Pravost některých nahrávek se nepotvrdila (jednalo se podle všeho o počítačové animace[12]). Mohlo by se však jednat o plazmatické útvary (např. kulové blesky), což by mohlo vysvětlovat i některé jevy zaznamenané v přítomnosti obilných kruhů (jako bzučivé zvuky, vyhýbavost zvířat nebo nezvyklé mentální a fyzické stavy návštěvníků těchto míst[11]). Relevance teorie vzniku obilných kruhů na základě teorie BOL byla ale zpochybněna a souvislost elektromagnetických jevů s obilnými kruhy tak není jasná.[6]
- činnost zvěře – Polehlá úroda bývá v mnoha případech způsobena činností divoké zvěře, hlavně kopytníků, kteří se chodí do polí pást nebo odpočívat, tvary takto způsobené tak nemusí být nutně nijak více pravidelné.

Výskyt geometrických útvarů ve vegetaci jako takových nemusí být způsoben pouze polehnutím, ale i odlišným vzrůstem nebo vitalitou rostlin. Původcem bývá například přítomnost houbového mycelia (tzv. čarodějné kruhy) nebo odlišné složení podloží, které může poukazovat i na zbytky zaniklého osídlení v lokalitě či jiné archeologické pozůstatky (v zahraniční literatuře jsou takové tvary ve vegetaci označovány jako „cropmark“, v překladu „značka v úrodě“).

## Galerie obilných kruhů

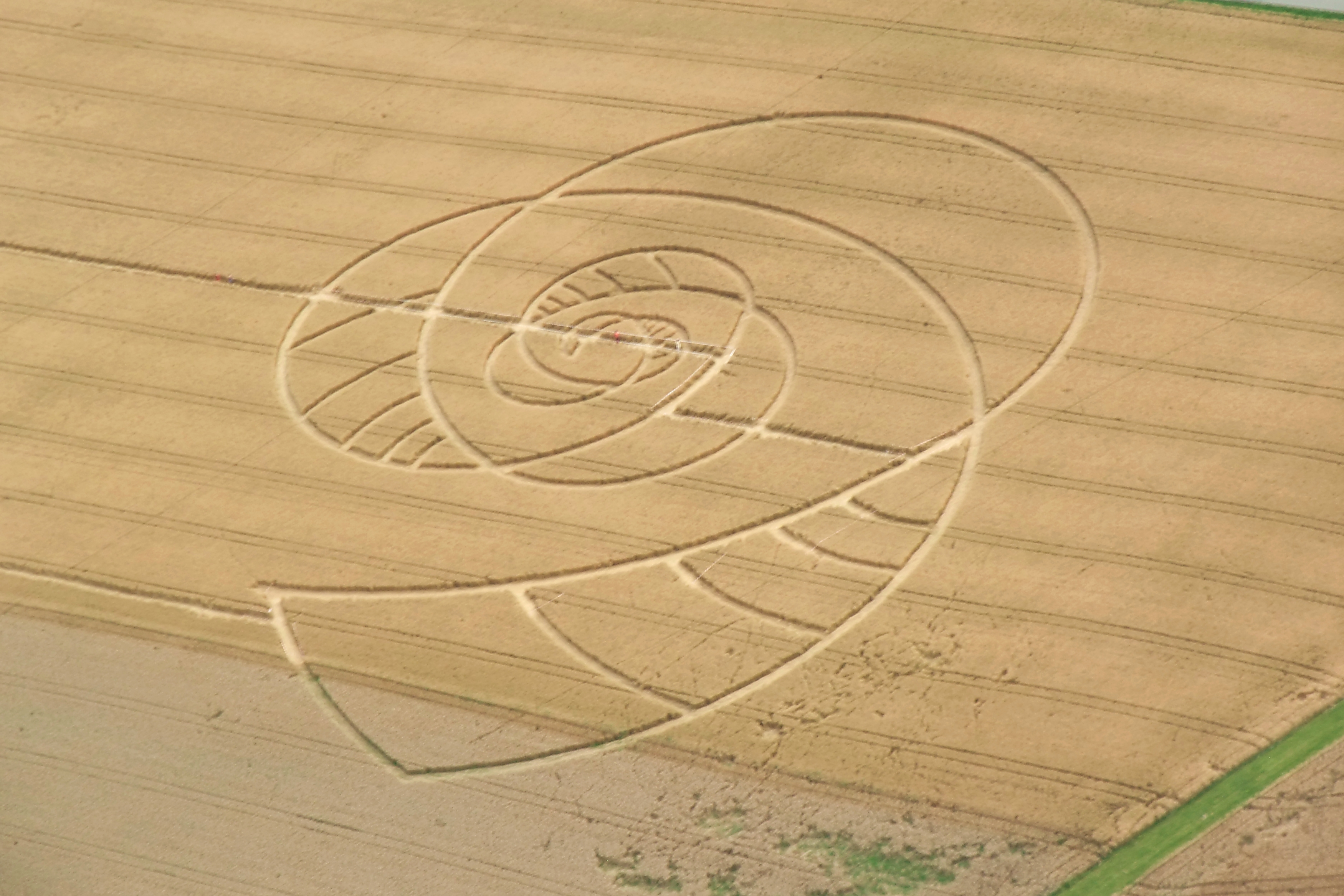
Švýcarsko, 2009
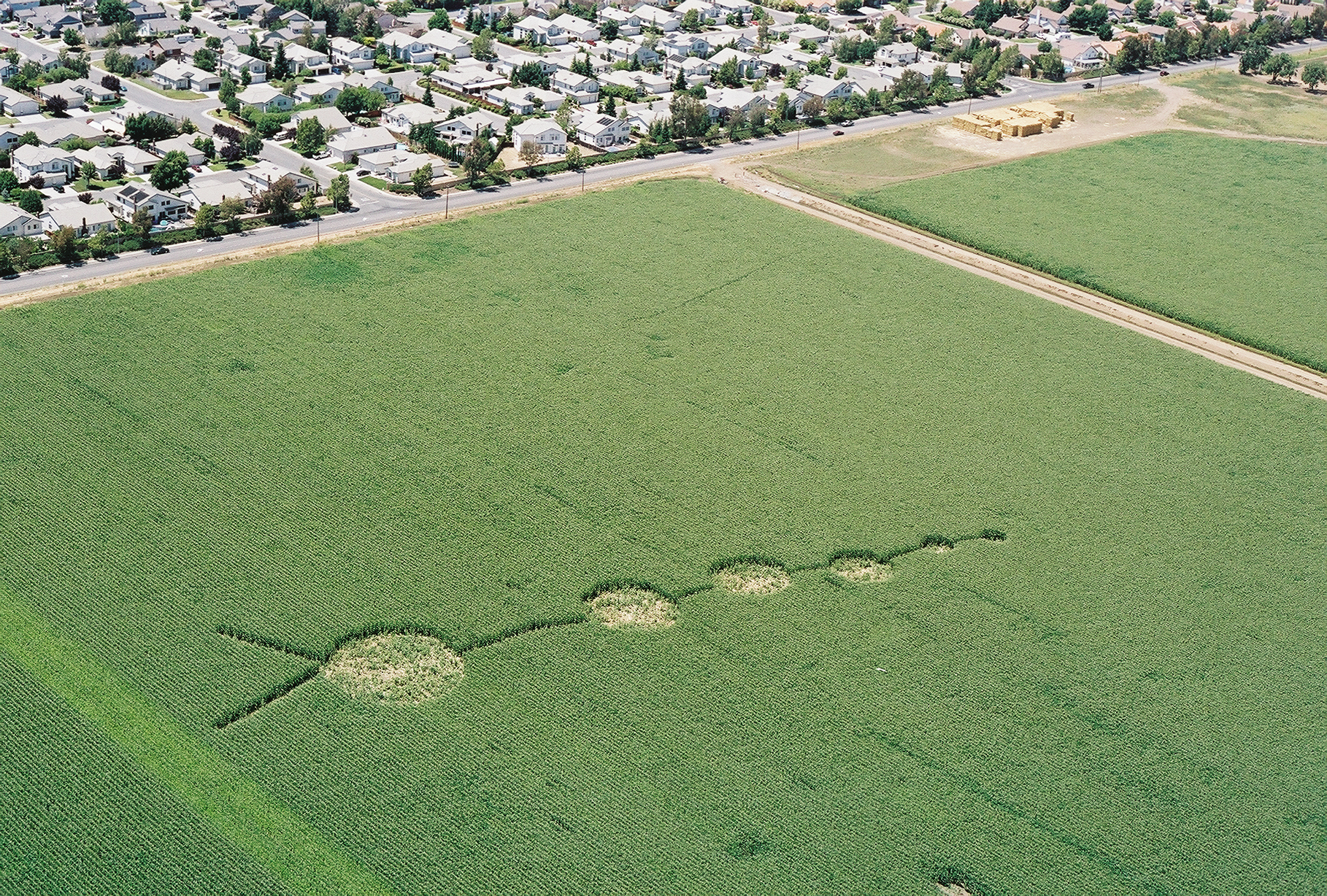
Vacaville (Kalifornie), 2007
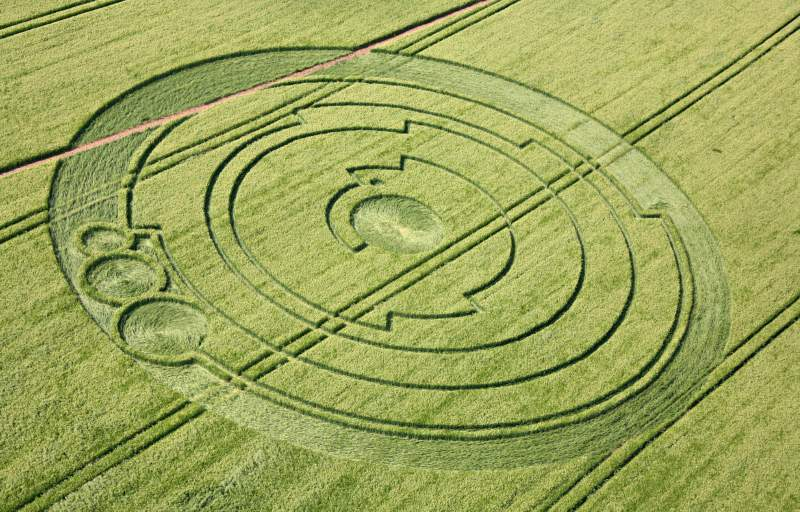
Wiltshire (Británie), 2008
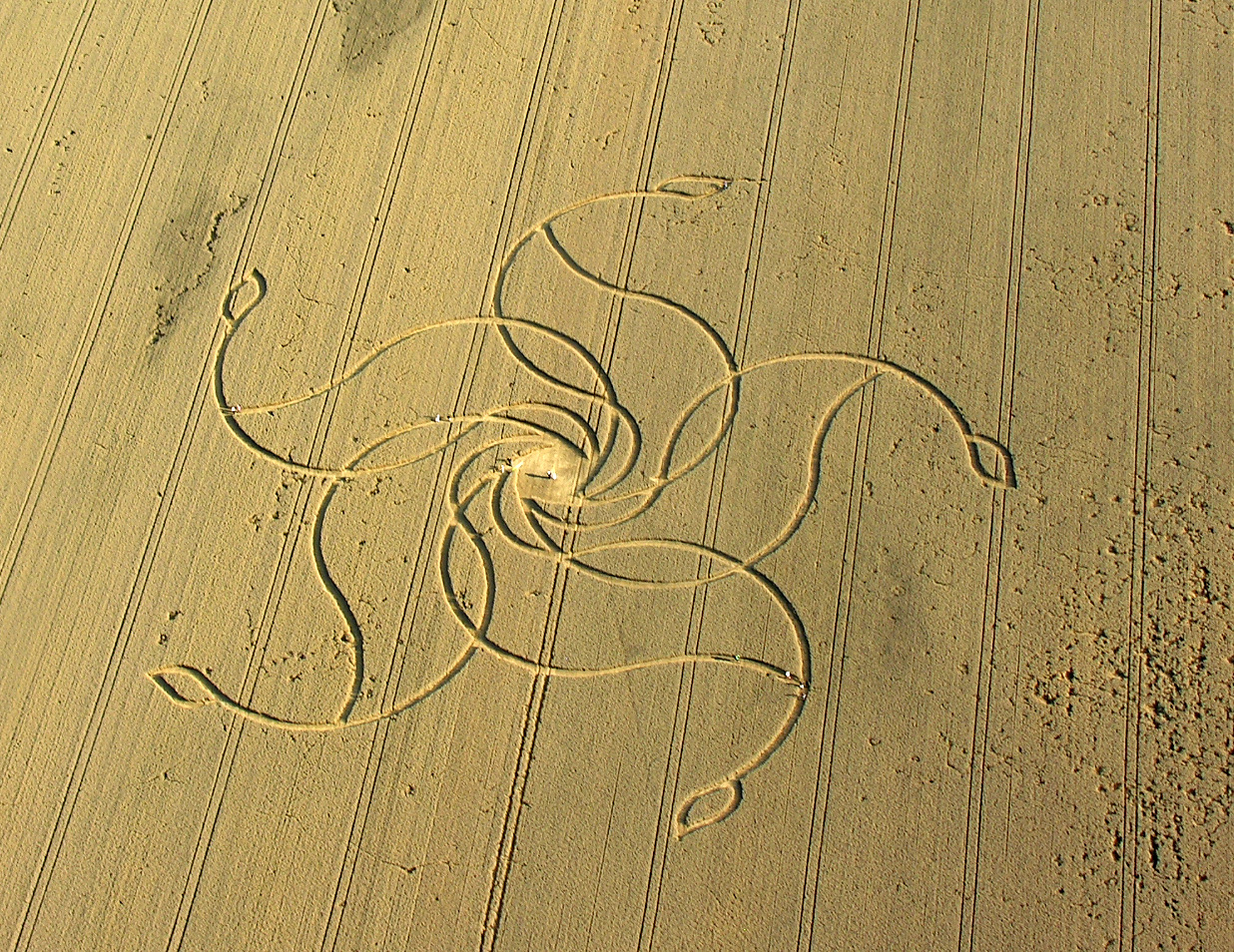
Diessenhofen (Švýcarsko), 2008
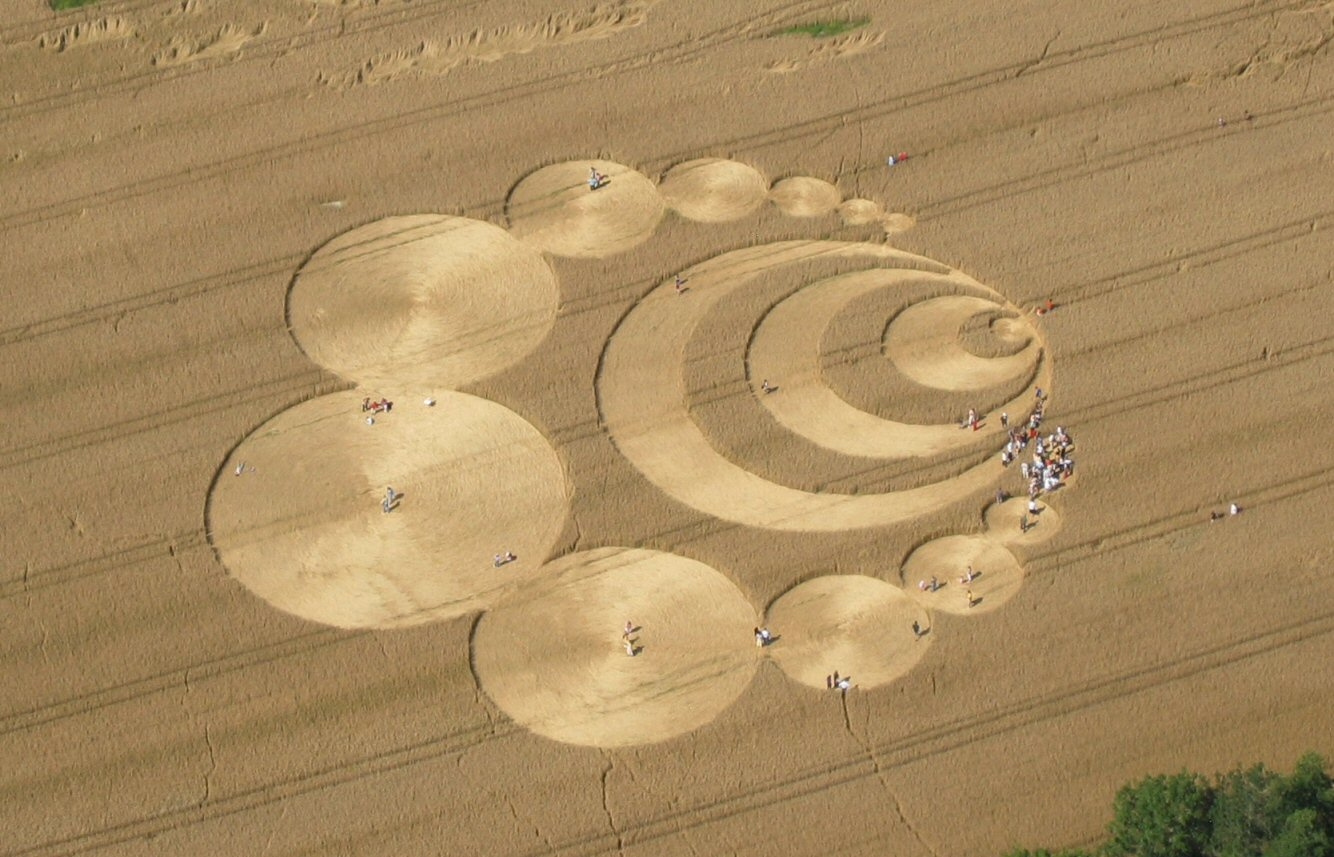
Švýcarsko, 2007

## Autorství obilných kruhů
Asi nejznámějšími tvůrci kruhů v obilí jsou Angličané Doug Bower a Dave Chorley ze Southamptonu, kteří se v roce 1991 doznali k tvorbě více než dvou stovek formací tvořených zhruba od konce 70. let 20. století. Podle jejich doznání se inspirovali událostí z roku 1966 v australském Queenslandu, kde se měl po údajném přistání UFO objevit útvar z polehlého rákosí. Autoři pak díky medializaci kruhů začali vytvářet komplexnější útvary. K jejich doznání se začali později přidávat další lidé z oblasti jižní Anglie, ať už částečně anonymně nebo veřejně.
Důvody autorů pro tvorbu obilných kruhů jsou různé, ať už se jedná o umělecké vyjádření, čistou zábavu a potěšení, recesi, dokumentární účely nebo snahu o mediální pozornost a finanční zisk (například z výběru vstupného na poškozené pole).

### Postup výroby
Kruhy se podle jejich tvůrců vyrábějí následujícím způsobem:
- Na pole, kde má být kruh vyroben, se jeho tvůrci dostaví vybaveni různě dlouhými prkny, provazy, tyčemi a pásmem na měření.
- Počasí se volí tak, aby bylo obilí vlhké – nedojde tak ke zlomení stébel
- Pro příchod se volí stopy od traktoru nebo místa, kde je půda ztvrdlá a boty nezanechají otisky. Případně tvůrci využijí speciální obuv (např. připomínající sněžnice).
- Samotné kruhy jsou vyráběny pomocí prken, na nichž kráčí člověk podobně, jako by na lyžích kráčel bokem do svahu. Prkna se ovládají i pomocí provazů. Obilí je pak rovnoměrně polehlé a prkna rozloží váhu tak, že klasy nejsou poškozené. Polehlé obilí také zajistí, že na půdě nezůstanou otisky bot ani prken.

Vyměření může být provedeno následujícími způsoby:
- Vzdálenost u prostých kruhů se odměřuje provazem či položením jednoho konce prkna do středu budoucího kruhu, větší obrazce se vyměřují pomocí několika lidí.
- Po osetí pole se vyměří důležité body budoucího komplikovaného agrosymbolu a vyznačí kolíky. Tyto kolíky rychle překryje rostoucí obilí. Podle kolíků se později vytvoří agrosymbol a kolíky se odstraní.
- K vyměření se při vytváření velkého obrazce využije navigace GPS. Vzrůst komplikovanosti agrosymbolů by pak bylo možné vysvětlit zvýšením přesnosti a dostupnosti příručních GPS navigací. Geodetické GPS umožňují i milimetrovou přesnost (3–5 mm), běžně se však používá centimetrová přesnost (5 cm).

V počátcích rozmachu tohoto fenoménu, kdy byly agrosymboly jednodušší, bylo možno zřetelně pozorovat, jak struktura obrazce, její tvary a rozměry, vznikly uplatněním jedné či několika základních délek resp. délkového modulu, jeho násobků a dílů (realizovaných prknem, válcem, provázkem dané délky) a využitím jednoduchých grafických konstrukcí známých zvl. z technické geometrie, jako např. vytvoření kružnice, kruhu, oblouku, elipsy, spirál nebo odvalováním vzniklé cykloidy, kardioidy apod.
Platnost a užívání nejrůznější argumentace je dána obecnými znalostmi lidí, kteří nemají (donedávna neměli) povědomí např. o existenci již od 90. let běžných moderních přístrojů jako laserový dálkoměr nebo teodolit, takže někdy uváděný argument „pravosti“, že u desítky metrů velkých kruhových tvarů není možné dosáhnout centimetrové přesnosti, je nad rámec jejich představ, přitom přesné vytyčení (potřebných výchozích bodů na obvodu, uvnitř, středů apod.) lze geodetickými přístroji v relativně krátkém čase realizovat např. z okraje pole. Podobným argumentem bývá např. někdy zjištěná (mírně) zvýšená radioaktivita uprostřed kruhu (otázkou je, jak citlivým přístrojem ověřitelně naměřená), kterou mohou tvůrci oproti pozadí snadno navýšit rozsypáním dostupných radioaktivních materiálů (drceného smolince, popelu z thoriových punčošek plynových lamp, fotolaboratorního dusičnanu uranylu), což mnozí z laiků nevědí. Četnost výskytu tohoto jevu se také znatelně zvýšila s nástupem agrochemických technologií, při kterých kola zemědělských strojů zanechávají stopy v porostu a umožňují do něho snadný přístup.

### Střety se zákonem
Problémem tvorby kruhů v obilí je také jejich střet se zákonem. Při tvorbě (ale i následnému turismu v daném místě) dochází k poškozování cizí věci – škodách na úrodě, které zemědělcům mohou výrazně snížit příjmy. Pokutu za poškozování cizí věci dostali za svůj umělecký počin například dva maďarští studenti Gábor Takács a Róbert Dallos v roce 1992. Prvním souzeným v Británii za tento přečin byl v roce 2000 tehdy 42letý Matthew Williams, který byl chycen přímo při tvorbě. Do incidentů se zaplétají i farmáři – ve Wiltshiru byl v roce 2009 jeden ze zemědělců zatknut za střelbu na turisty, kteří se přijeli podívat na kruhy v jeho poli. Snahou o zmírnění těchto střetů byl v roce 2013 dokonce návrh na vytvoření databáze aktuálních kruhů v obilí v Británii, kam by se mohli zemědělci registrovat a získat podíl z profitu na prodaných návštěvnických pasech opravňujících ke vstupu na poškozená pole.

## Vědecký výzkum obrazců
O kruhy v obilí a jejich vznik se soustavně zajímal americký biofyzik William Levengood. Zájem o tento jev měl také newyorský businessman John Burke a vědkyně a hudební producentka Nancy Talbott, kteří spolu s Levengoodem založily výzkumný útvar „BLT research team“. V devadesátých letech pak publikovaly několik článků založených na výzkumu jak vzorků samotných rostlin z kruhů, tak podloží v oblastech a magnetismu lokalit. Levengood a Talbottová poukázali na to, že obilí uvnitř některých kruhů vykazovalo známky vnitřního poškození způsobeného pravděpodobně krátkým intenzivním zahřátím (změny v buněčné struktuře kolen stébla), jejichž důsledkem je změknutí a polehnutí stébel. Začala se tak formovat teorie o možném vlivu atmosférických jevů na bázi plazmy (např. kulové blesky), které jsou schopné krátkodobě vyzařovat mikrovlnné záření. Tu představil kolem roku 2000 nizozemský výzkumník Eltjo H. Haselhoff, jeho práce byla ale kritizována za přílišné zobecňování této teorie, kterou není možné aplikovat na jiné než kruhové útvary v obilí a také za nedostatek dat, jejich špatné vyhodnocení a další nejasnosti. Kritiky nepřesvědčila ani Haselhoffova následná obhajoba výzkumu.
V 80. letech se mnoho laboratoří pokoušelo o napodobení vzniku formací v kontrolovaných podmínkách. Testoval se nejen možný vliv atmosférických jevů jako větru, ale i vliv jevů plazmatické povahy. Výzkumníci se v zásadě shodnou na tom, že jednoduché kruhy v obilí vznikají i bez přímého vlivu člověka. U jednotlivých případů však stále není možné vždy určit jasnou příčinu.
Kruhy v obilí také zaujaly matematiky díky svému spojení s Eukleidovskou geometrií, vznikly tak i studie zabývající se stavbou útvarů z matematického hlediska.

## Konspirace
Okolo kruhů v obilí panuje mnoho neověřených a konspiračních teorií. Nejznámější je dnes již málo následovaná teorie, že kruhy v obilí vytváří při přistání podvozky mimozemských lodí návštěvníků z vesmíru (UFO). Později se začalo spekulovat více o tom, že jde sice o tvorbu mimozemských civilizací, ale vytvářenou jinými mechanismy. Někteří věří, že jde o zprávy Země, která se nás snaží informovat o svém neutěšeném stavu (koincidence se zvýšenou frekvencí vzniku kruhů v obilí a šířením environmentálních problémů spojených s nárůstem lidské populace). Těchto teorií je celá pestrá řada, žádná však není podložená dostatečnými důkazy.